# رباط سنغي
رباط سنغي هو رباط تاريخي يعود إلى عصر السلالة الصفوية، ويقع في أمين أباد.